# Lübtheen

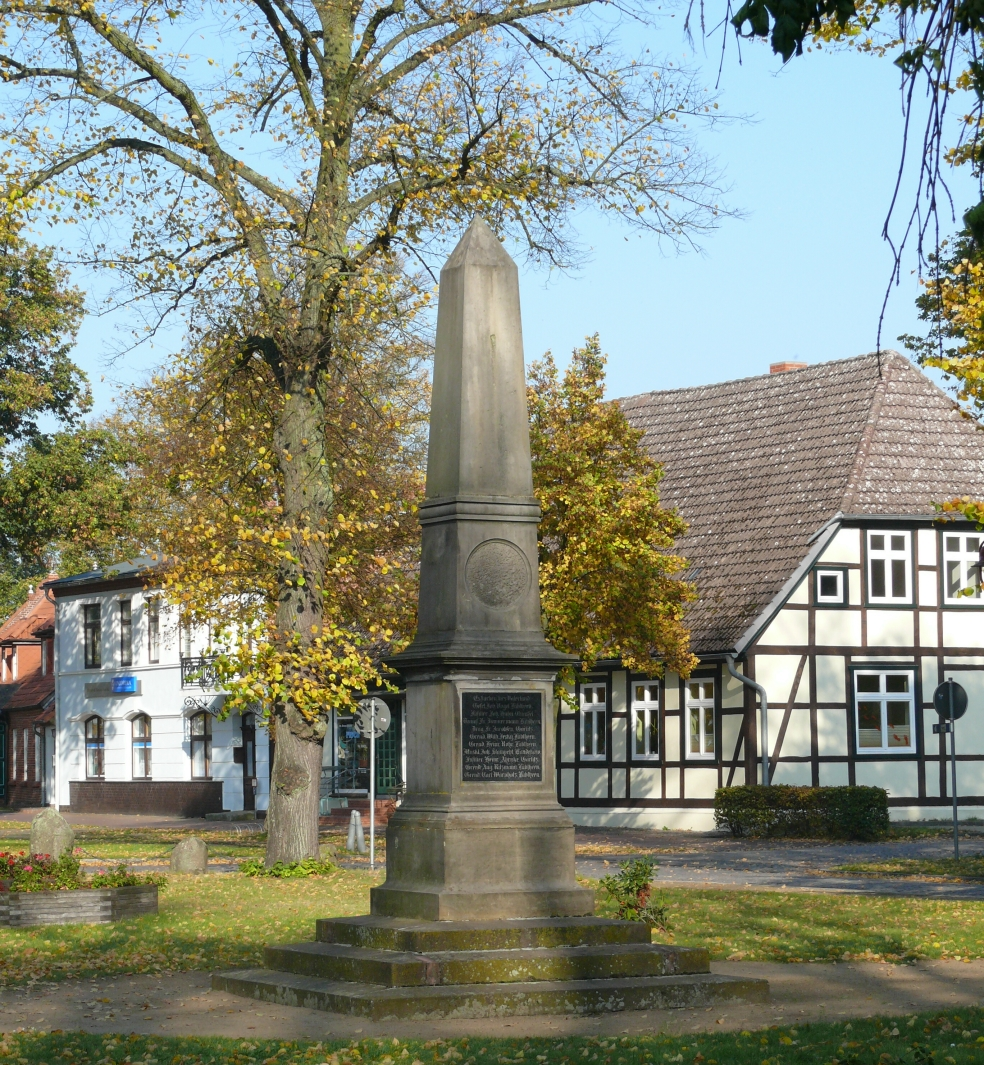
Memorial al Războiului franco-german din 1870-1871 la Lübtheen.

Lübtheen este un oraș din landul Mecklenburg - Pomerania Inferioară, Germania.

## Istorie
Lübtheen a fost, pentru prima dată, menționat la 14 august 1363 într-un document oficial. 

## Cartiere
|                                                             |                                                                   |                                                            |
| - Bandekow - Benz - Briest - Brömsenberg - Garlitz - Gößlow | - Gudow - Jessenitz - Langenheide - Lank - Lübbendorf - Neuenrode | - Neu Lübtheen - Probst Jesar - Quassel - Trebs - Volzrade |

## Evoluția demografică
| Anul      | 1431 | 1498 | 1669 | 1895 | 1905 | 1995 | 2001 | 2004 | 2009 | 2013 |
| --------- | ---- | ---- | ---- | ---- | ---- | ---- | ---- | ---- | ---- | ---- |
| Populația | 3    | 66   | 261  | 2545 | 4020 | 5268 | 5150 | 5085 | 4561 | 4806 |

## Personalități
- Rudolf Spitaler (1849-1946), astronom, a decedat la Lübtheen.
- Friedrich Flügge (1817–1898), großherzoglicher Oberpostamtsdirektor in Rostock
- Friedrich Chrysander (1826–1901), muzicolog.
- Friedrich Emil August Ernst Mielke (1887–1960), constructor; în 2005 numit Cetățean de Onoare (post-mortem) al orașului Lübtheen.
- Udo Pastörs (* 1952), lider al NPD.